# Epidemia castro
Epidemia castro är en fjärilsart som beskrevs av Tryon Reakirt 1866. Epidemia castro ingår i släktet Epidemia och familjen juvelvingar. Inga underarter finns listade i Catalogue of Life.